# Bourg-et-Comin
Bourg-et-Comin là một xã ở tỉnh Aisne, vùng Hauts-de-France thuộc miền bắc nước Pháp.